# Темпл (церква)

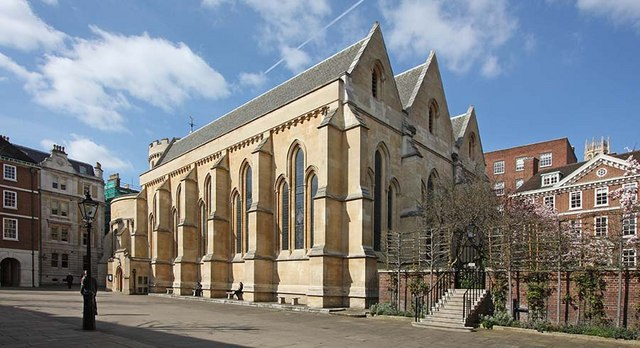
Вид на Темпл (пресбітерій та східна частина) з південного сходу

Церква Темпл (англ. Temple Church) — церква у Лондонському Сіті, розташована між Фліт-стріт та Темзою, заснована наприкінці 12-го сторіччя орденом тамплієрів як їх англійська штаб-квартира. Протягом правління короля Джона (1199–1216), церква слугувала королівською скарбницею, що було підтримано роллю тамплієрів як прото-міжнародних банкірів. Зараз нею спільно володіють Судові інни Іннер-Темпл та Міддл-Темпл. Церква відома тим що є круглою церквою, що було типово для церков тамплієрів, та своїми кам'яними надгробками 13-го та 14-го ст. Вона була сильно пошкоджена німецькими бомбардуваннями у Другій світовій війні II та з того часу суттєво реставрована та перебудована. Територія довкола церкви Темпл відома як район Темпл, а неподалік  раніше посеред Фліт-стріт стояли орнаментальні процесійні ворота Темпл-Бар. Поруч розташована станція метро Темпл.

## Історія

### Будівництво

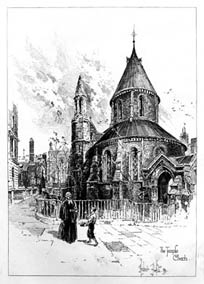
Церква Темпл у 1892, Герберт Рейлтон

До будівництва церкви, у середині 12-го сторіччя лондонські тамплієри зустрічались у Хай-Холборні у будівлі, створеній Гуго де Пейном. Через швидке зростання ордену у 1160-ті будівля стала затісною і орден придбав землю на поточному місці для створення більшого монастирського комплексу як штаб-квартири у Англії. Крім церкви новий комплекс включав житлові будівлі, заклади військових тренувань та території для відпочинку військових чернців та новачків, яким не дозволялось відвідувати Сіті без дозволу Майстра Темпл.
Будівля церкви складається з двох окремих секцій: оригінальної круглої будівлі церкви, яка має назву Кругла церква і тепер слугує навою, та пізнішої прямокутної секції, збудованої на півстоліття зі східного боку, в якій розташований пресбітерій. За традиціями ордену оригінальна церква була збудована круглою, наслідуючи візантійський Храм Гробу Господнього (6 ст. н. е.) в Єрусалимі. Кругла церква має діаметр 16,764 метри (55 футів), а всередині неї міститься коло вільно-стоячих колон з пурбекського мармуру, найстаріших що збереглися до нашого часу. Можливо, що стіни церкви та гротескні голови початково розфарбовувались.
Церква була освячена 10 лютого 10, 1185 року Геракліусом, Латинським патріархом Єрусалима. Вважається, що на освяченні був присутній король Генріх II Плантагенет (1154–1189).

### 1185–1307
Орден тамплієрів в Англії був дуже могутнім, а Майстер Темпл засідав у парламентів як primus baro (перший барон в порядку старшинства у королівстві). Монастирський комплекс регулярно використовувався як резиденція для королів та легатів Папи. Темпл також слугувала як ранній депозитний банк, деколи всупереч намаганням короля отримати кошти шляхти, яка довірила їх церкві. Квазі-наднаціональна незалежна мережа та велике багатство ордена по всій Європі, та заздрість, яку це викликало у світських монархів, більшістю дослідників вважаються першопричинами знищення ордену.
У січні 1215 Вільям Маршал, 1-й граф Пембрук (який похований у наві разом з синами та чиє зображення є одним з 9 кам'яних надробків) був посередником на зустрічі у Темпл між королем Джоном та баронами, які вимагали, що король має дотримуватись прав, зазначених у коронаційній хартії вольностей його попередника та старшого брата короля Річарда I. Маршал від імені короля присягнув, що проблеми баронів будуть вирішені влітку, що мало наслідком підписання королем у червні Великої хартії вольностей.
Пізніше, Маршал став регентом при малолітньому сині короля Джона — королі Генріху III. Генріх пізніше побажав бути похованим у Темпл і для цього на початку 13-го сторіччя пресбітерій початкової церкви був знесений і збудований більший пресбітерій, базова форма якого існує до сьогодні. Він був освячений на Вознесіння Господнє 1240 року та складається з центрального нефу та двох бокових нефів (північного та південного) однакової ширини. Висота склепіння 11,05 метрів. І хоча маленькі сини Генріха поховані у пресбітерії, сам він пізніше змінив свої бажання та похований у Вестмінстерському абатстві.

### Захоплення короною
Після знищення та розпуску ордену тамплієрів 1307 року, король Едуард II захопив монастирський комплекс у власність корони. Пізніше він був переданий госпітальєрам, які здали комплекс Темпл двом юридичним коледжам. Один коледж переїхав у частину комплексу, яку раніше використовували лицарі, а другий — у частину, яку використовувало духовенство, а використання церкви було спільним. Ці коледжі розвинулись у Іннер-Темпл та Міддл-Темпл, два з чотирьох лондонських Судових іннів.

## 16-19 сторіччя

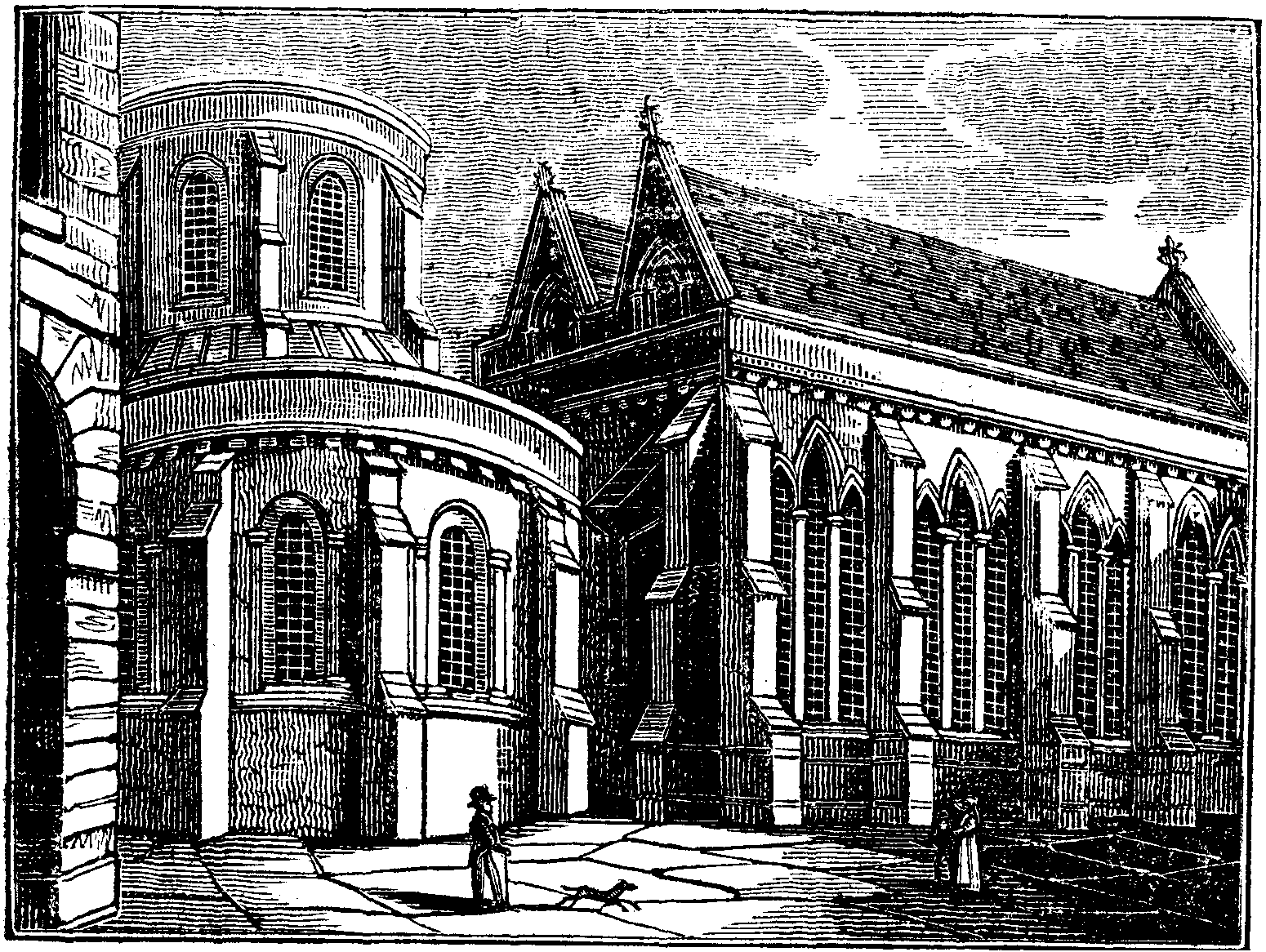
Церква Темпл, різьба по дереву 1827 р.

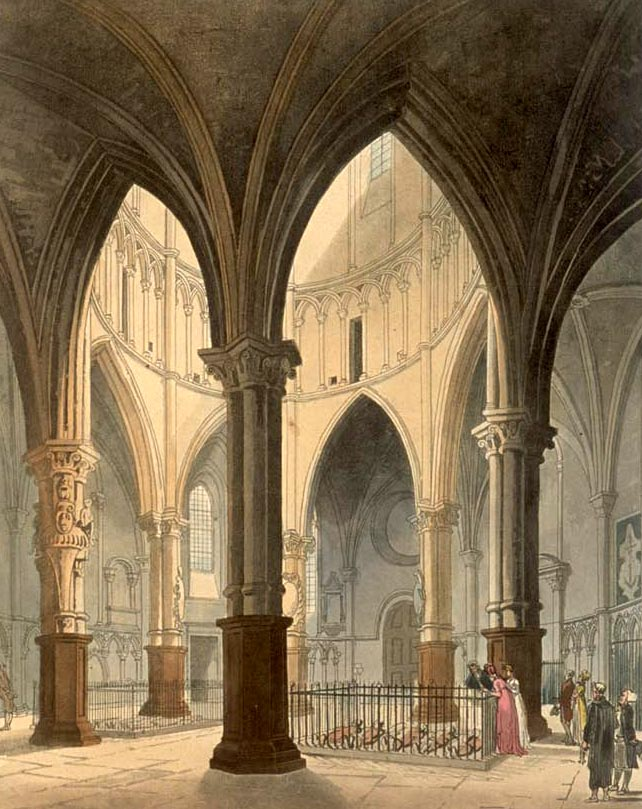
Інтер'єр Круглої церкви на початку 19ст.

У 1540 році церква знову перейшла у власність корони, коли король Генріх VIII розпустив орден госпітальєрів в Англії та конфіскував їх власність. Генрих призначив священиків у церкву зі старим титулом «Майстер Темпл». У 1580-ті роки церква була місцем «Битви кафедр» — теологічного конфлікту між пуританами та прихильниками «Єлизаветинського врегулювання». Вільям Шекспір був знайомий з комплексом, і церква та сад присутні в його п'єсі «Генріх VI (частина перша)» як місце вигаданої сцени, в якій були зірвані троянди Йорків та Ланкастерів та початку Війни Червоних та Білих троянд. У 2002 році ця сцена була вшанована посадкою в сучасному саді кущів білих та червоних троянд.
За угодою з королем 1608 року з королем Яковом I, двом іннам було надано постійна право користування церквою за умови, що вони її будуть підтримувати в належному стані. Вони продовжували використовувати її як церемоніальну каплицю.
Церква не постраждала під час Великої лондонської пожежі 1666 року. Тим не менш, Крістофер Рен здійснив значну модифікацію інтер'єру, у тому числі встановивши вівтарний екран та перший орган церкви. У 1841 році Смірк та Вартон знову реконструювали церкву, прикрасивши стіни та стелю у стилі високої вікторіанської готики у намаганні повернути церкву до її початкового вигляду (за їх уявленнями). У 1862 році Джеймс Пірс Ст. Ойбан здійснив подальшу реставрацію.

## 20 сторіччя

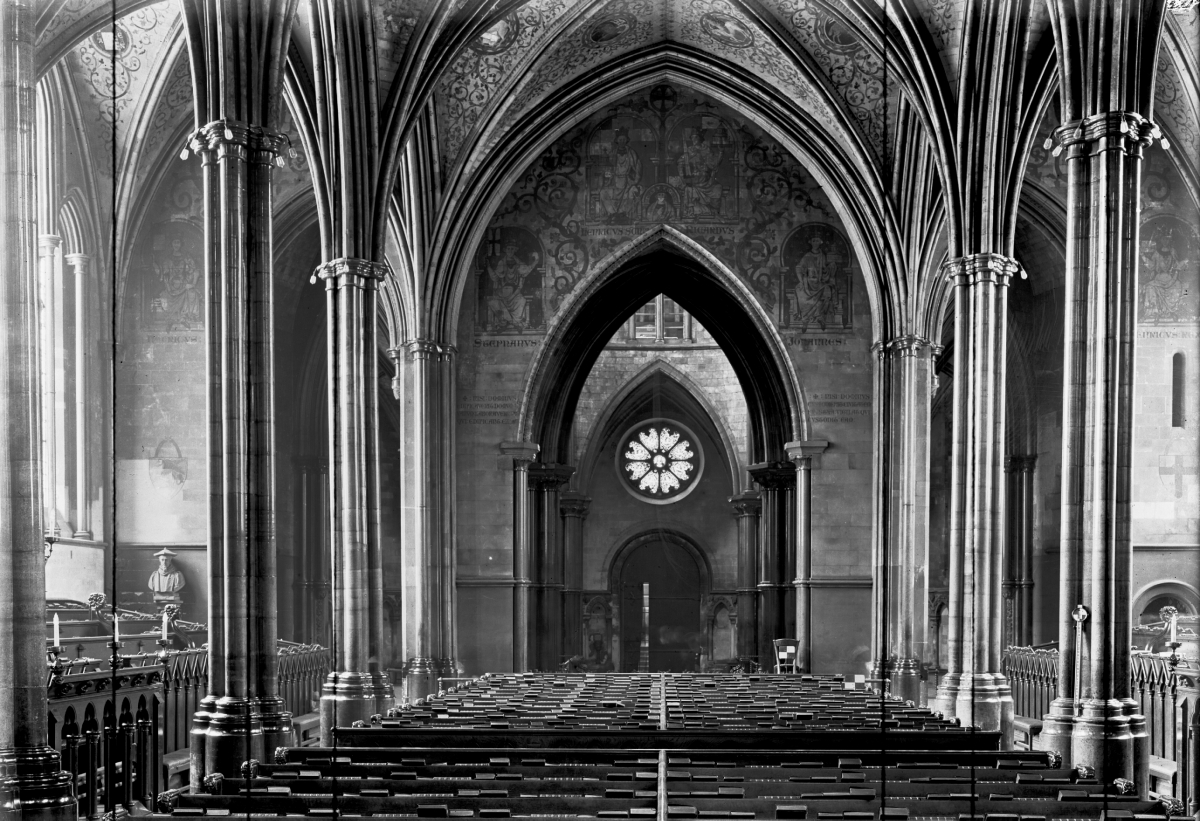
Темпл у 1914

10 травня 1941 року німецькі фугасні бомби підпалили дах Круглої церкви і вогонь швидко перекинувся на наву та каплицю. Орган та всі дерев'яні частини церкви, у тому числі віторіанська реставрація, згоріли, а пурбекські колони пресбітерію тріснули від сильного жару. І хоча ці колони все ще підтримували склепіння, вони в рамках відновлення церкви були визнані небезпечними та були замінені новими ідентичними. Оригінальні колони мали легкий нахил назовні і це було збережено при заміні.
Під час відновлення церкви під керівництвао архітектора Вальтера Годфрі було виявлено, що частина елементів 17-го сторіччя, зроблених Реном, збереглися у сховищі, і їх встановили на оригінальні місця. Церква була заново освячена у листопаді 1958 року..

## Використання

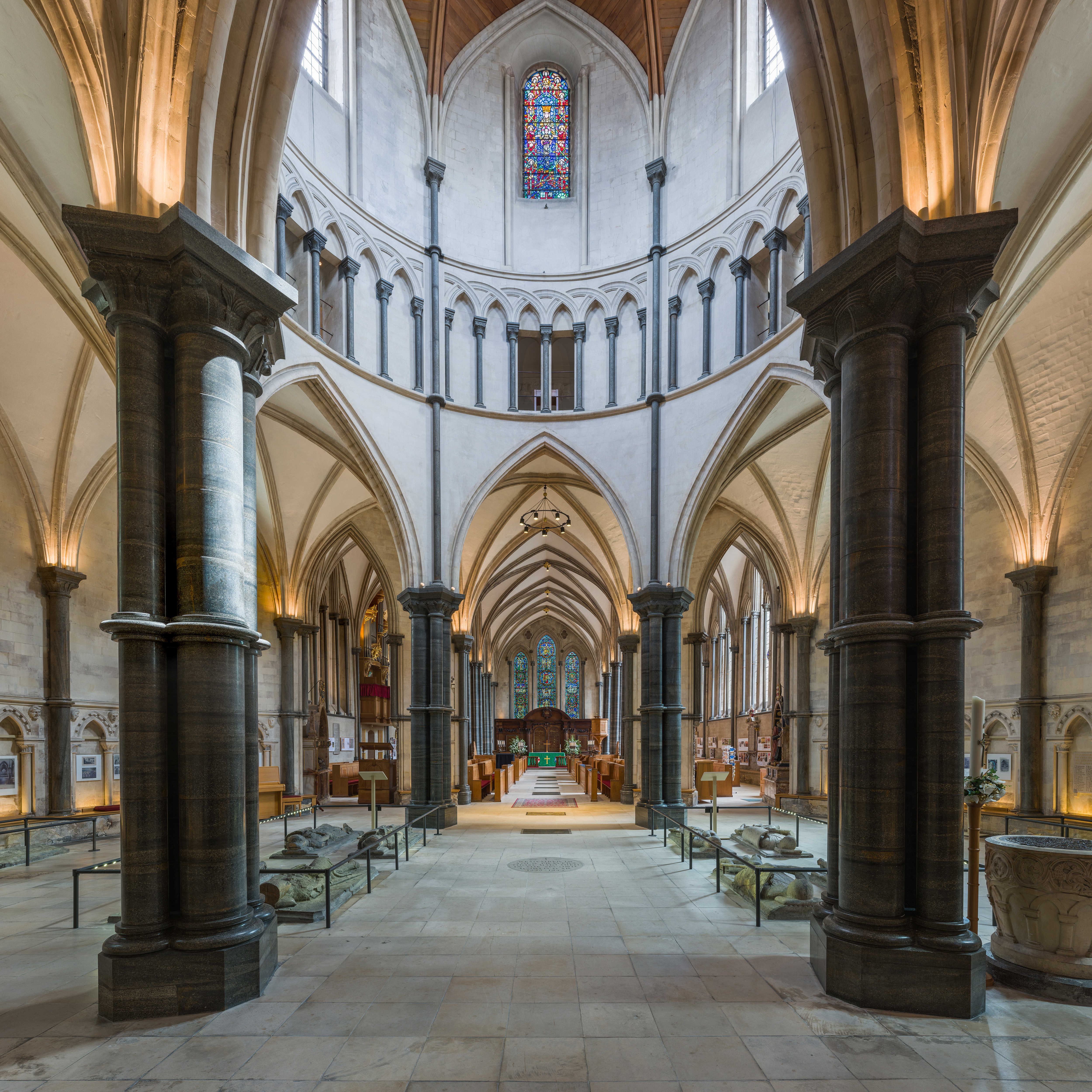
Інтер'єр Круглої церкви, вид на схід в напрямку пресбітерію

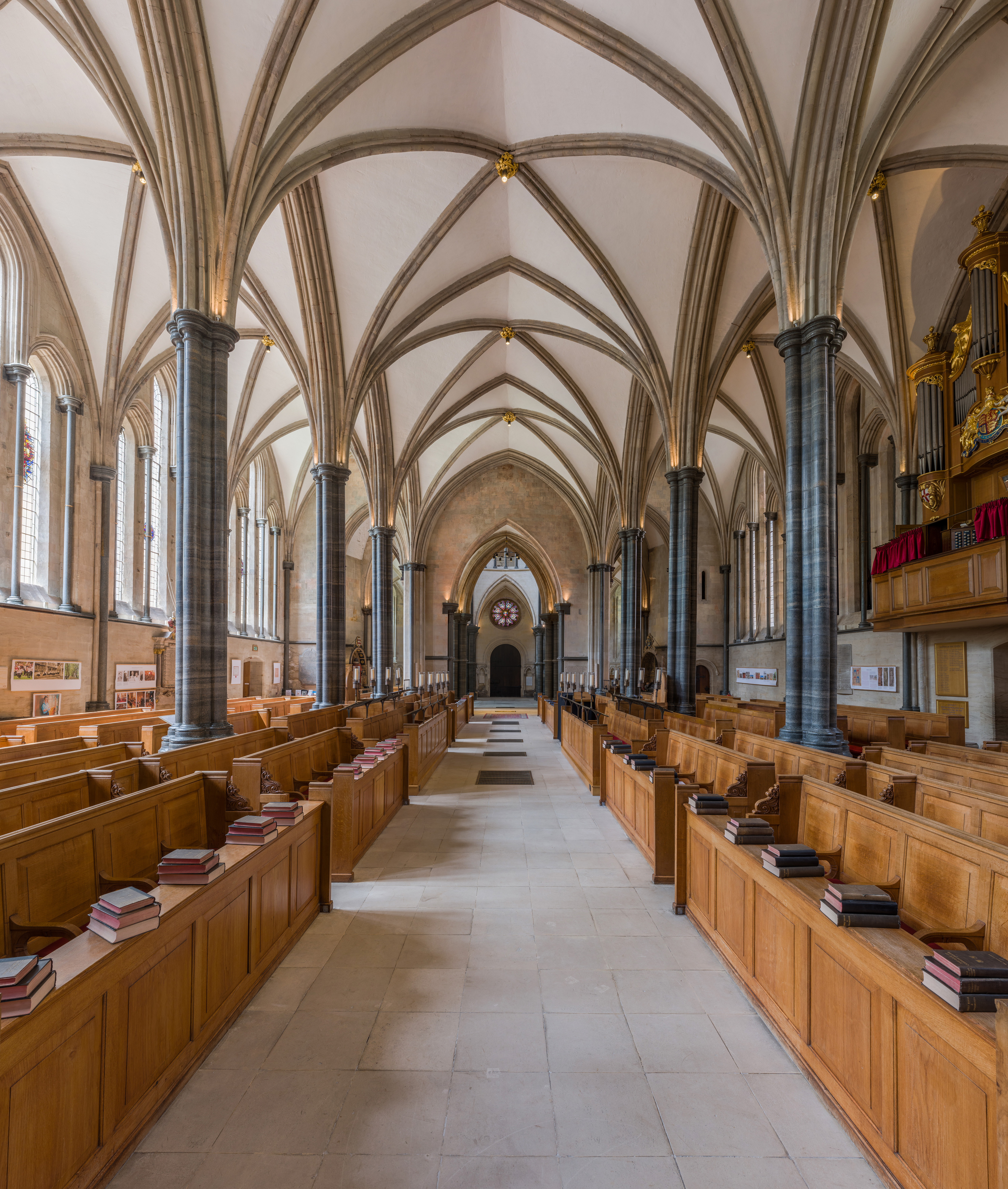
Інтер'єр пресбітерію, вид на захід в напрямку Круглої церкви

Серед інших цілей, на початку церква використовувалась для церемоній ініціації тамплієрів. В Англії така церемонія передбачала вхід новачків у Темпл через західні двері на світанку. Вони входили до круглої нави, проголошували монастирські клятви благочестя, цнотливості, бідності і покори. Деталі церемоній ініціації завжди були секретом, що пізніше сприяло падінню ордену коли поширилися чутки про можливі богохульні деталі. Ці чутки підтримувалися і були використані ворогами ордену, наприклад королем Франції Філіпом IV для фабрикації підстав для руйнування ордену.
Сьогодні у Темпл проходять регулярні релігійні служби, у тому числі Євхаристія та утреня по неділях, а також весілля, але лише для членів Іннер-Тепмл та Міддл-Темпл. Темпл слугує обом цим іннам як приватна каплиця.

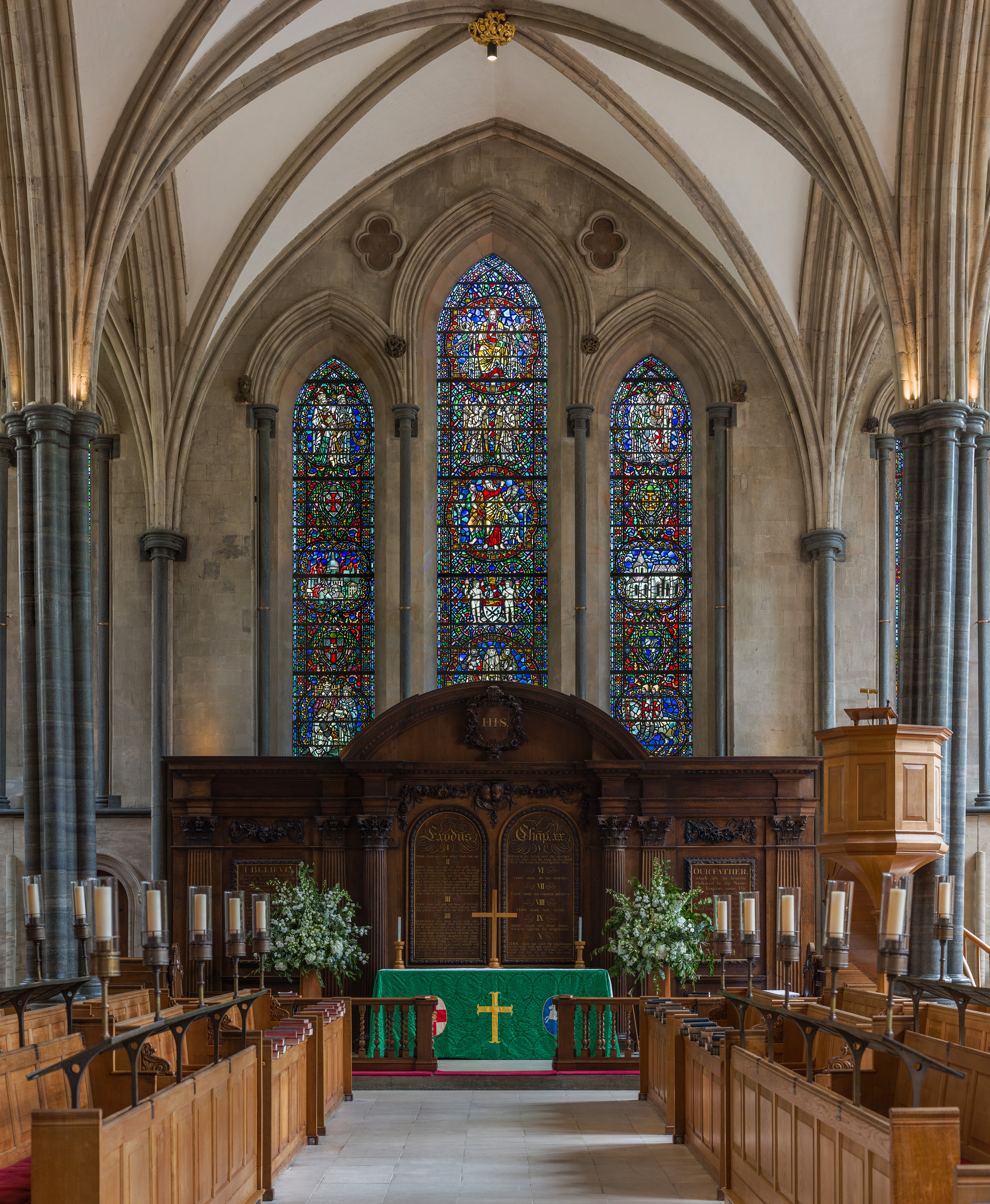
Вівтар та вітраж на східному кінці церкви

### Музика у Темпл

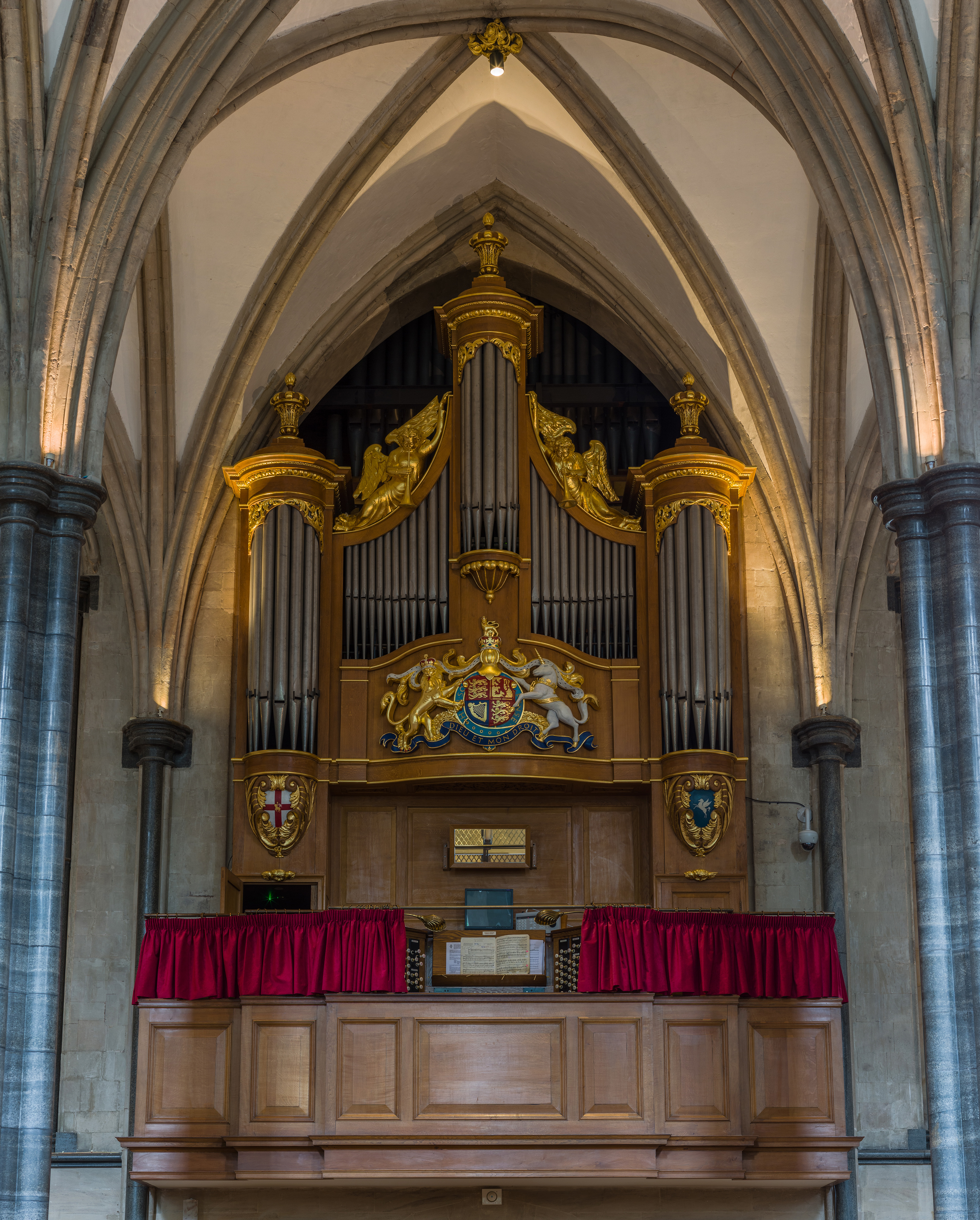
Орган у Темпл

У церкві регулярно проходять хорові та органні виступи.
Хор англійської кафедральної традиції був створений у Темпл 1842 року та швидко заслужив високу репутацію. У 1927 році хор Темпл став всесвітньо відомий записавши «Hear my Prayer» Мендельсона, у тому числі соло «O for the Wings of a Dove». Цей запис став одним з найпопулярніших записів церковного хору та продавався протягом всього 20-го сторіччя, отримавши золотий диск (мільйон копій) 1962 року, а на цей час продано бл.6 млн копій.
Прекрасна акустика Темпл також привабила світських музикантів: сер Джон Барбіроллі записав твір «Фантазія на мелодію Томаса Талліса» композитора Ральфа Воан-Вільямса 1962 року, а Поль Тортельє записав всі сюїти для віолончелі Баха у квітні 1982 року.
Під час запису саундреку до «Інтерстеллар», композитор Ганс Ціммер обрав Темпл для запису його частин з органом. На органі грав органіст церкви Роджер Сейєр, у супроводі великого оркестру.
Хор продовжує виступати та записувати музику на додаток до регулярної участі у службах церкви. Хор повністю чоловічий, складається з 18 хлопчиків, які отримують стипендію для гарної освіти (більшість відвідують Школу Лондонського Сіті) та 12 чоловіків-професіоналів. Під час шкільного року хор бере участь у недільних обідніх службах.

#### Органи
У церкві розташовані два органи: камерний орган, створений Робіном Дженнінсом 2001 року, та 4-х мануальний орган «Harrison & Harrison», створений 1924 року як приватний орган для бальної зали